# Osmate
Osmate (Üsmàa in dialetto varesotto)  fa' parte del comune di Cadrezzate con Osmate in provincia di Varese.
Prima della fusione con Cadrezzate avvenuta nel 2019 è stato un comune a sé stante.
Comune famoso per la tradizionale festa della zucca (solitamente festeggiata negli ultimi 2 week-end di settembre).

## Geografia fisica
Osmate sorge su un'altura di 334 metri e su una collina detta Pelada, alle pendici del Guzzetto, alto 470 metri. È situato in un contesto caratterizzato dalla presenza di laghi e da una diffusa presenza di spazi verdi. Il centro abitato si sviluppa su un'altura che domina il lago di Monate, che si estende a nord-est rispetto al centro abitativo. Il territorio comunale è compreso tra i 259 e i 471 metri sul livello del mare. Il piccolo paese è attraversato da tre strade principali che si intersecano, formando un incrocio, davanti al caratteristico lavatoio; esse sono rispettivamente via Maggiore, via Roma e via Marconi.

## Storia
Fino alla fine del XVIII secolo Osmate fa parte del feudo dei marchesi Litta Visconti Arese. In sostituzione del feudatario governava la famiglia Besozzi. Nel 1796 l'avvento delle armate Napoleoniche portò all'abolizione di ogni forma di governo feudale e alla soppressione del Monastero delle Monache Agostiniane del Sacro Monte sopra Varese. Le monache trovarono rifugio presso la parrocchia di Osmate, ma riottennero il convento con il ritorno delle armate austriache. Negli anni dal 1873 al 1892, Osmate era parte del Comune chiamato Lentate Verbano. Nel 1893 ottenne la sede municipale e il cambio del nome in Osmate-Lentate. Nel 1929 Lentate entrò a far parte del comune di Sesto Calende, a cui ancora oggi fa parte come frazione. A partire dal 1970 il comune è ufficialmente nominato Osmate.
Anticamente la comunità di Osmate rendeva culto alla divinità pagana Oscio Mater, da cui il villaggio mutuò anche il proprio nome. Con la conversione al cristianesimo, sulle rovine del vecchio tempio, venne eretto il primo edificio di culto, dove celebrava la Messa il Capellano di Cadrezzate.
Il referendum del 28 ottobre 2018 ha sancito la fusione col vicino comune di Cadrezzate nel comune di Cadrezzate con Osmate.
Il nuovo comune di Cadrezzate con Osmate è stato istituito il 15 febbraio 2019.

### Simboli

Vecchio gonfalone comunale

Lo stemma comunale era stato concesso con decreto del presidente della Repubblica del
21 ottobre 1989.
Il gonfalone era un drappo di azzurro.

## Monumenti e luoghi d'interesse
A Osmate si conservano diversi edifici del centro storico tra cui la residenza signorile dei Besozzi, oggi chiamata Villa Baroni ed attuale sede di appartamenti privati. Insieme alla Chiesa dedicata ai Santi Cosma e Damiano, caratterizzano il centro del paese.

### Architetture religiose
- Chiesa dedicata ai Santi Cosma e Damiano, già attestata nel XIII secolo, ma il cui aspetto attuale si deve a un rimaneggiamento del XX secolo.

### Architetture civili

#### Villa Baroni
Notevole esempio di residenza Ottocentesca dotata di ampio parco, la villa appartenne probabilmente ai Besozzi, il cui stemma campeggia in cima a un portale databile al XVII secolo. Successivamente, la proprietà passò nelle mani delle famiglie Bruno di Tornaforte, Barone e Livio. 
La villa, impostata secondo uno schema a "U" aperta verso il cortile, si presenta con un ingresso dominato da una torre merlata di origine medievale. Ottocentesca è invece la torre in stile romantico che, dalla porzione nord della villa, domina il parco degradante verso il lago di Monate. Sul parco si affaccia anche un grande salone introdotto da un porticato.
All'interno della villa, spicca uno scalone Settecentesco dotato di balaustra in pietra, anch'esso impreziosito dalla presenza delle effigie dei Besozzi.

#### Villa Solferino
Di qualche importanza architettonica è anche la Villa Solferino, esempio di residenza signorile Ottocentesca con ampio parco (quest'ultimo forse progettato da Emilio Alemagna). La villa fu edificata nel 1859, per conto della famiglia locale dei Garavaglia, i quali decisero di ribattezzare la costruzione in onore della battaglia di Solferino. In stile eclettico, la villa è impostata su una pianta sostanzialmente rettangolare, con i volumi destinati ai saloni principali a sporgere leggermente verso il parco sottostante la dimora.

### Aree naturali
Il paese è noto anche per la spiaggia comunale che si affaccia sulle sponde del lago di Monate; essa costituita da erba, vista dal lago stesso, è simile ad una "terrazza" verde che digrada fino alla riva, circondata da una vegetazione lussureggiante che la rende assai caratteristica.

## Società

### Evoluzione demografica
- 162 nel 1751
- 194 nel 1805
- annessione a Comabbio nel 1809
- annessione a Lentate Verbano nel 1841

Abitanti censiti

## Amministrazione
Questo l'elenco dei Sindaci del vecchio comune di Osmate dal 1985 fino alla fusione con Cadrezzate avvenuta nel 2019:
| Periodo        | Periodo          | Primo cittadino      | Partito      | Carica  | Note   |
| -------------- | ---------------- | -------------------- | ------------ | ------- | ------ |
| 11 giugno 1985 | 15 giugno 1990   | Gian Mario Bruschera | DC           | Sindaco | [ 10 ] |
| 15 maggio 1990 | 24 aprile 1995   | Gian Mario Bruschera | PSI          | Sindaco | [ 11 ] |
| 24 aprile 1995 | 14 giugno 1999   | Gian Mario Bruschera | Indipendente | Sindaco | [ 12 ] |
| 14 giugno 1999 | 14 giugno 2004   | Gian Mario Bruschera | Lista civica | Sindaco | [ 13 ] |
| 14 giugno 2004 | 8 giugno 2009    | Lorella Piscia       | Lista civica | Sindaco | [ 10 ] |
| 8 giugno 2009  | 26 maggio 2014   | Lorella Piscia       | Lista civica | Sindaco | [ 11 ] |
| 26 maggio 2014 | 15 febbraio 2019 | Emanuele Duca        | Lista civica | Sindaco | [ 14 ] |